# Racket
Pour les articles homonymes, voir Racket (homonymie).
 (juin 2016).
Pour l’article ayant un titre homophone, voir Raquette.
Le racket est défini par le Code pénal comme étant une forme de « vol avec violence » ou d'« extorsion », selon les circonstances.
L’extorsion désigne, selon l’article 312-1 du Code pénal français, « le fait d'obtenir par violence, menace de violences ou contrainte soit une signature, un engagement ou une renonciation, soit la révélation d'un secret, soit la remise de fonds, de valeurs ou d'un bien quelconque ». L’extorsion est punie de sept ans d'emprisonnement et de 100 000 euros d'amende.
Le racket est un délit, puni par la loi, prenant la forme d’une extorsion où l'auteur exige de l'argent ou des biens matériels, par l'intimidation, le chantage ou la violence.

## Étymologie
Le mot racket désignait, au XIXe siècle, les fêtes extravagantes et bruyantes organisées par les bandes du bidonville de Five Points à Manhattan, lors desquelles des politiciens corrompus se faisaient remettre de l'argent en utilisant la menace et la contrainte.
Le mot provient de l'italien ricatto qui signifie « chantage ». En anglais, le sens premier du mot racket est vacarme, tintamarre ; son sens figuré est escroquerie. C’est dans cette dernière acception qu’il est utilisé en France.

## Formes de rackets
Les formes de racket sont multiples. Le racket peut être utilisé à des fins politiques pour financer une activité politique à caractère révolutionnaire ou résistant sous forme d'impôt révolutionnaire ou encore de pizzo mafieux comme en Italie. On le retrouve aussi dans le milieu scolaire, le racket est d'ailleurs considéré comme étant une forme de harcèlement scolaire. L'extorsion peut aussi survenir en ligne, en prenant en otage le matériel informatique d'un particulier ou d'une entreprise à l'aide d'un logiciel malveillant (ransomware ou rançongiciel en français) exigeant une rançon. 
Lorsque le racket est commis sur une longue période, il est souvent nommé « loyer » par ceux qui le pratiquent dans le cadre du crime organisé. Il est alors fréquemment présenté comme l'achat d'une protection consistant en l'absence de représailles sur les biens et les personnes qui s'y soumettent.